# کامل شافنی
کامل شافنی (انگلیسی: Kamel Chafni؛ زادهٔ ۱۱ ژوئن ۱۹۸۲) بازیکن فوتبال اهل مراکش بود.
از باشگاه‌هایی که در آن بازی کرده‌است می‌توان به باشگاه فوتبال الوداد کازابلانکا، باشگاه فوتبال الظفره، باشگاه فوتبال آژاکسیو، باشگاه فوتبال استاد برستوا ۲۹، باشگاه فوتبال سوشو، و باشگاه فوتبال اوسر اشاره کرد.
وی همچنین در تیم ملی فوتبال مراکش بازی کرده‌است.